# National Scenic Byway

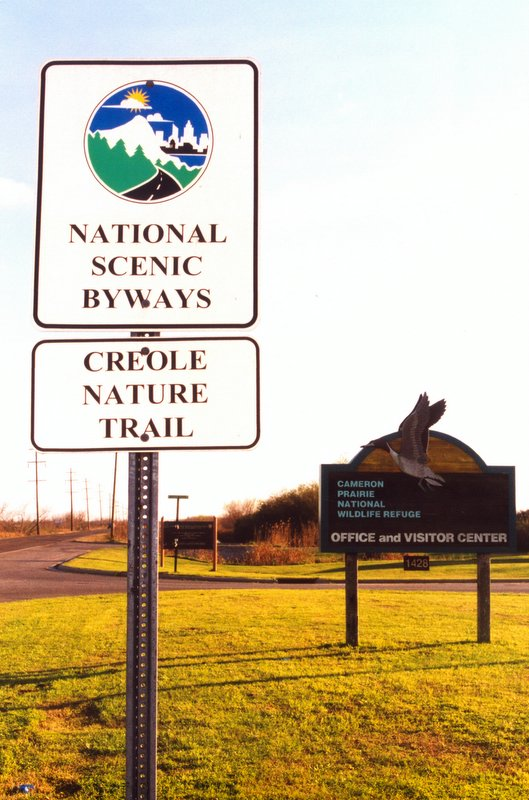
En skylt som påvisar National Scenic Byway-status för Creole Nature Trail.

En National Scenic Byway (svenska: "nationell naturskön omfartsväg") är i USA en väg som blivit erkänd av USA:s transportdepartement för sina arkeologiska, kulturella, historiska, naturliga och eller natursköna kvaliteter. Projektet etablerades i kongressen 1991 för att bevara och skydda landets natursköna men ofta mindre beresta vägar och för att främja turism och ekonomisk utveckling. Projektet administreras av Federal Highway Administration.
De mest natursköna vägarna i projektet kallas All-American Roads, vilket betyder att vägarna innehåller sådant som inte finns på någon annan väg i hela USA, och är natursköna nog att vara turistattraktioner i sig själva. I september 2005 fanns 99 National Scenic Byways och 28 All-American Roads, i totalt 44 delstater (de som inte innehåller några sådana vägar är Hawaii, Massachusetts, Nebraska, New Jersey, Rhode Island och Texas).